# Castulo thirkelli
Castulo thirkelli är en fjärilsart som beskrevs av Fraser 1962. Castulo thirkelli ingår i släktet Castulo och familjen björnspinnare. Inga underarter finns listade i Catalogue of Life.